# Favia gravida
Favia gravida is een rifkoralensoort uit de familie Mussidae. De wetenschappelijke naam van de soort is voor het eerst geldig gepubliceerd in 1868 door Addison Emery Verrill.